# Carlos Correa y Toro
Carlos Luis Eleazar Correa de Saá y Toro-Zambrano (Santiago, 1824 - ibídem, 25 de diciembre de 1905) fue un agricultor y político chileno del siglo XIX.

## Biografía
Hijo de D. Juan de Dios Correa de Saa y Martínez y de Da. Nicolasa de Toro-Zambrano y Dumont de Holdre, nieta mayor del Conde de la Conquista D. Mateo de Toro-Zambrano y Ureta y cuarta Condesa de dicho título de nobleza. Casado con Da. Rosario Sanfuentes y del Sol, de los Marqueses del Valle de Tojo, con descendencia Correa García, Correa Tagle, Herboso Correa, Sanfuentes Correa, Vial Correa, Ruiz Correa, Pinto Correa, etc. además de modo extramatriomonial junto a Concepción Aldana y Corral tendría 4 hijas; Adela, Concepción, Carlota y Mercedes Correa de Saá y Aldana
Fue un gran y recordado agricultor de la provincia de Cachapoal, donde explotó su Hacienda Romeral, una de las doce hijuelas de la antigua Hacienda de La Compañía en Graneros, recibida como herencia de sus padres. Ingresó desde muy joven a la política, en el Partido Liberal Democrático. 
Senador por O´Higgins, en el Congreso Constituyente, 15 de abril-18 de agosto de 1891; integró la Comisión Permanente de Negocios Eclesiásticos. Aparece integrando esta Comisión, pero hay una nota que dice que no se incorporó.
Electo senador por Linares, periodo 1891-1897; se incorporó al Senado, el 6 de junio de 1894; integró la Comisión Permanente de Educación y Beneficencia.
Elegido senador por O´Higgins, periodo 1900-1906; falleció en noviembre de 1905, sin terminar su periodo senatorial; en su reemplazo fue electo Carlos Yrarrázaval Larraín, que se incorporó presuntivamente el 9 de mayo de 1906 y cuyos poderes fueron aprobados el 9 de julio.